# Julian Rhind-Tutt
Pour les articles homonymes, voir Tutt.
Julian Rhind-Tutt, né le 20 juillet 1967 à Hillingdon, est un acteur britannique.

## Biographie
Julian Rhind-Tutt est le plus jeune fils d'une famille de cinq enfants. Il fait du théâtre au lycée et joue Hamlet au Festival d'Édimbourg. Il étudie ensuite l'art dramatique à l'université de Warwick et à la Central School of Speech and Drama de Londres,. Il est connu pour ses rôles dans les séries télévisées Green Wing (2004-2006) et The Hour (2011-2012) et le film La Tranchée (1999).

## Filmographie

### Cinéma
- 1994 : La Folie du roi George : Frederick d'York
- 1997 : Le Saint : un étudiant
- 1997 : Demain ne meurt jamais : sous-officier du HMS Devonshire
- 1998 : Les Misérables : Bamatabois
- 1999 : Coup de foudre à Notting Hill : le journaliste de Time Out
- 1999 : La Tranchée : Lieutenant Hart
- 2001 : Lara Croft: Tomb Raider : M. Pimms
- 2003 : La Mort d'un roi : James
- 2007 : Stardust, le mystère de l'étoile : Quartus
- 2011 : Votre Majesté : le sorcier
- 2012 : Gambit : Arnaque à l'anglaise : Xander
- 2013 : Rush : Anthony Horsley
- 2014 : Lucy : l'anglais au service de Monsieur Jang
- 2016 : Bridget Jones Baby : Fergus, le mari de Shazz
- 2020 : L'Esprit s'amuse (Blithe Spirit) d'Edward Hall : docteur George Bradman

### Télévision
- 1999 : Hippies (6 épisodes) : Alex Picton-Dinch
- 2001 : Sword of Honour (téléfilm) : Ian Kilbannock
- 2001 : Absolutely Fabulous (saison 4 épisode 4) : Taylor
- 2003 : Keen Eddie (13 épisodes) : Inspecteur Monty Pippin
- 2004 : Black Books (saison 3 épisode 5) : Jason Hamilton
- 2004-2006 : Green Wing (18 épisodes) : Dr Macartney
- 2007 : Miss Marple (s3.02 : Témoin indésirable) : Dr Arthur Calgary
- 2007 : Oliver Twist (mini-série) : Edward Monks
- 2008 : Merlin (saison 1 épisode 6) : Edwin
- 2010 : Hercule Poirot (saison 12 épisode 3 Le Crime d'Halloween) : Michael Garfield
- 2011-2012 : The Hour (12 épisodes) : Angus McCain
- 2012-2014 : Close Case : Affaires closes (6 épisodes) : Tom Boss
- 2014 : Inside No. 9 (saison 1 épisode 1) : Mark
- 2017-2019 : Les Filles de joie (3 saisons) : Marquis de Blayne
- 2018 : Britannia : Phellan
- 2019 : The Witcher : Giltin
- 2023 : Tom Jones (minisérie) : Fitzpatrick
- 2026 : Kill Jackie